# Muhammad Aszraf Fathi
Muhammad Aszraf Fathi Abd an-Na’im (arab. محمد أشرف فتحي عبد النعيم; ur. 10 kwietnia 1994) – egipski zapaśnik walczący w stylu wolnym. Mistrz arabski w 2012. Mistrz Afryki juniorów w 2012 roku.